# Список прем'єр-міністрів Танзанії
Список прем'єр-міністрів Танзанії — це перелік прем'єр-міністрів Танзанії з часу заснування посади головного міністра Танганьїка в 1960 році і донині.
Танзанія була сформована після Занзібарської революції в 1964 році, коли Народна Республіка Занзібар і Пемба об'єдналася з материком Танганьїка, щоб утворити Об'єднану Республіку Танганьїка і Занзібар, яка пізніше була перейменована в Об'єднану Республіку Танзанія.

## Головний міністр Танганьїки
| № | Головний міністр (Birth–Death) | Портрет | Керівництво        | Керівництво   | Політична приналежність (на момент призначення) | Політична приналежність (на момент призначення) |
| № | Головний міністр (Birth–Death) | Портрет | Початок діяльності | Закінчення    | Політична приналежність (на момент призначення) | Політична приналежність (на момент призначення) |
| - | ------------------------------ | ------- | ------------------ | ------------- | ----------------------------------------------- | ----------------------------------------------- |
| 1 | Джуліус Ньєрере (1922–1999)    |         | 2 вересня 1960     | 1 травня 1961 | Танганьський Африканський Національний Союз     |                                                 |

## Прем'єр-міністри Танганьїки
| №                                                      | Прем'єр-міністр (Birth–Death) | Портрет | Керівництво        | Керівництво   | Політична приналежність (на момент призначення) | Політична приналежність (на момент призначення) |
| №                                                      | Прем'єр-міністр (Birth–Death) | Портрет | Початок діяльності | Закінчення    | Політична приналежність (на момент призначення) | Політична приналежність (на момент призначення) |
| ------------------------------------------------------ | ----------------------------- | ------- | ------------------ | ------------- | ----------------------------------------------- | ----------------------------------------------- |
| 1                                                      | Джуліус Ньєрере (1922–1999)   |         | 1 травня 1961      | 22 січня 1962 | Танганьський Африканський Національний Союз     |                                                 |
| 2                                                      | Рашиді Кавава (1926–2009)     |         | 22 січня 1962      | 9 грудня 1962 | Танганьський Африканський Національний Союз     |                                                 |
| Посаду скасовано (9 грудня 1962 року — 29 жовтня 1964) |                               |         |                    |               |                                                 |                                                 |

## Прем'єр-міністри Танзанії
| №                                                          | Прем'єр-міністр (Народження-смерть) | Портрет           | Термін перебування | Термін перебування              | Політична приналежність (на момент призначення) | Президент(-и)                     |
| №                                                          | Прем'єр-міністр (Народження-смерть) | Портрет           | Початок діяльності | Закінчення                      | Політична приналежність (на момент призначення) | Президент(-и)                     |
| ---------------------------------------------------------- | ----------------------------------- | ----------------- | ------------------ | ------------------------------- | ----------------------------------------------- | --------------------------------- |
| Посаду скасовано (1 листопада 1964 р. — 17 лютого 1972 р.) |                                     |                   |                    |                                 |                                                 |                                   |
| 1                                                          | Рашиді Кавава (1924–2009)           |                   | 17 лютого 1972     | 13 лютого 1977                  | Африканський національний союз Танганьїка       | Джуліус Ньєрере                   |
| 1                                                          | Рашиді Кавава (1924–2009)           | Чама Ча Мапіндузі | 17 лютого 1972     | 13 лютого 1977                  | Джуліус Ньєрере                                 |                                   |
| 2                                                          | Едвард Сокойн (1938–1984)           |                   | 13 лютого 1977     | 7 листопада 1980                | Чама Ча Мапіндузі                               | Джуліус Ньєрере                   |
| 3                                                          | Клеопа Мсуя (1931–)                 |                   | 7 листопада 1980   | 24 лютого 1983                  | Чама Ча Мапіндузі                               | Джуліус Ньєрере                   |
| (2)                                                        | Едвард Сокойн (1938–1984)           |                   | 24 лютого 1983     | 12 квітня1984 (died in office.) | Чама Ча Мапіндузі                               | Джуліус Ньєрере                   |
| 4                                                          | Салім Ахмед Салім (1942–)           |                   | 24 квітня 1984     | 5 листопада 1985                | Чама Ча Мапіндузі                               | Джуліус Ньєрере                   |
| 5                                                          | Джозеф Варіоба (1940–)              |                   | 5 листопада 1985   | 9 листопада 1990                | Чама Ча Мапіндузі                               | Алі Гассан Мвіньї                 |
| 6                                                          | Джон Малесела (1934–)               |                   | 9 листопада 1990   | 7 грудня 1994                   | Чама Ча Мапіндузі                               | Алі Гассан Мвіньї                 |
| (3)                                                        | Клеопа Мсуя (1931–)                 |                   | 7 грудня 1994      | 28 листопада 1995               | Чама Ча Мапіндузі                               | Алі Гассан Мвіньї Бенджамін Мкапа |
| 7                                                          | Фредерік Сумай (1950–)              |                   | 28 листопада 1995  | 30 грудня 2005                  | Чама Ча Мапіндузі                               | Бенджамін Мкапа Джакайя Кіквете   |
| 8                                                          | Едвард Лоуссас (1953–)              |                   | 30 грудня 2005     | 7 лютого 2008                   | Чама Ча Мапіндузі                               | Джакайя Кіквете                   |
| 9                                                          | Мізенго Пінда (1948–)               |                   | 9 лютого 2008      | 5 листопада 2015                | Чама Ча Мапіндузі                               | Джакайя Кіквете                   |
| 10                                                         | Кассім Маджаліва (1961–)            |                   | 20 листопада 2015  | чинний                          | Чама Ча Мапіндузі                               | Джон Магуфулі                     |